# 동동주
동동주(-酒) 또는 부의주(浮蟻酒)는 경기도에서 유래한 전통 술이다. '동동주'란 이름은 술 위에 밥알이 동동 떠 있기 때문에 붙여졌다. 1983년 문화재관리국에서는 전국 민속주 조사보고서를 내고 경기 동동주의 제조기능자로 권오수(權五守)를 지정하였다. 1년 중 어느 때나 담글 수 있으나 특히 9~11월이 적기로 알려져 있다. 동동 뜬 밥알을 개미, 구더기, 술구더기, 녹의, 부의, 주의 등의 이름으로 가리킨다.

## 만드는 방법
들어가는 재료에 따라 다음 두 가지 방법이 있다.
- 멥쌀과 누룩가루, 밀가루, 물로 만든다.
- 찹쌀과 누룩가루, 물로 만든다.[1]

## 별칭
동동주는 '부의주' 혹은 '짚가리술'이라는 별칭을 가지고 있다. 부의주(浮蟻酒)는 술 표면에 삭은 밥알이 둥둥 떠 있는 것이 마치 개미가 떠 있는 것 같다 해서 붙여진 이름이다. 또한 짚가리술은 예전에 집에서 술 빚는 것을 단속했던 시절 술을 감춰 놓는 방법으로 짚가리를 덮어 위장한데서 유래했다고 한다.

## 같이 보기
- 막걸리
- 삼해주
- 국가무형문화재